# سكوت كوزينز
سكوت كوزينز (بالإنجليزية: Scott Cousins)‏ هو لاعب كرة قاعدة أمريكي، ولد في 22 يناير 1985 في رينو في الولايات المتحدة.

## وصلات خارجية
- سكوت كوزينز على موقع دوري كرة القاعدة الرئيسي (الإنجليزية)
- سكوت كوزينز على موقعبيزبول رفرنس.كوم (الدوري الرئيسي) (الإنجليزية)
- سكوت كوزينز على موقعبيزبول رفرنس.كوم (الدوري الثانوي) (الإنجليزية)
- سكوت كوزينز على موقع إي إس بي إن.كوم (أم.أل.بي) (الإنجليزية)
- سكوت كوزينز على موقع مشجعي الرسوم البيانية (الإنجليزية)